# Saint-Amour
Saint-Amour ist eine französische Gemeinde mit 2.364 Einwohnern (1. Januar 2022) im Département Jura in der Region Bourgogne-Franche-Comté. Sie gehört zum Arrondissement Lons-le-Saunier und zum Kanton Saint-Amour.

## Geografie
Die Gemeinde Saint-Amour liegt in der Bresse jurassienne am Fuß der westlichsten Ausläufer des Juras, 33 Kilometer südlich von Lons-le-Saunier und 29 Kilometer nördlich von Bourg-en-Bresse. Das Gemeindegebiet, das vom Ruisseau de Besançon, einem Nebenfluss des Solnan durchzogen wird, grenzt an die Départements Saône-et-Loire und Ain.

## Geschichte
Eine Festung wurde im Mittelalter erbaut; sie wurde nach dem Frieden von Nimwegen (1678) und der Annexion des Franche-Comté in Frankreich zerstört.
Als sich Frankreich im Zweiten Weltkrieg unter deutscher Besatzung befand, wurde der 1915 in Saint-Amour geborene Henri Clerc, der mit seinem Vater einen Weinhandel führte, 1941 Mitglied der Résistance. Auch sein Vater, seine Frau Yvonne und seine Geschwister halfen mit. Clerc wurde zum Anführer des Widerstands in der Umgebung. Am 1. Juli 1944 wurde ein Sabotageakt am Bahnhof ausgeführt, der Résistancekämpfer Jean Gautheron wurde verletzt, konnte aber entkommen. Neben der Bahninfrastruktur hatte die Überlandstraße J eine strategische Bedeutung. Unterstützt wurden die Clerc von den Brüdern Larceneux und Louis Landré und später von den mit Fallschirm abgesprungenen britischen Agenten John Starr und C. John Young. Diese wurden zunächst bei den Clerc später im Schloss von Andelot-lès-Saint-Amour untergebracht. Als das Netzwerk nach den Festnahmen von Clairvaux-les-Lacs aufgedeckt wurde, wurde Young deportiert und im KZ Mauthausen ermordet.
| Jahr                       | 1962 | 1968 | 1975 | 1982 | 1990 | 1999 | 2007 | 2017 |
| -------------------------- | ---- | ---- | ---- | ---- | ---- | ---- | ---- | ---- |
| Einwohner                  | 2221 | 2508 | 2566 | 2399 | 2200 | 2102 | 2247 | 2378 |
| Quellen: Cassini und INSEE |      |      |      |      |      |      |      |      |

## Sehenswürdigkeiten
- alte Apotheke (l’apothicairerie)

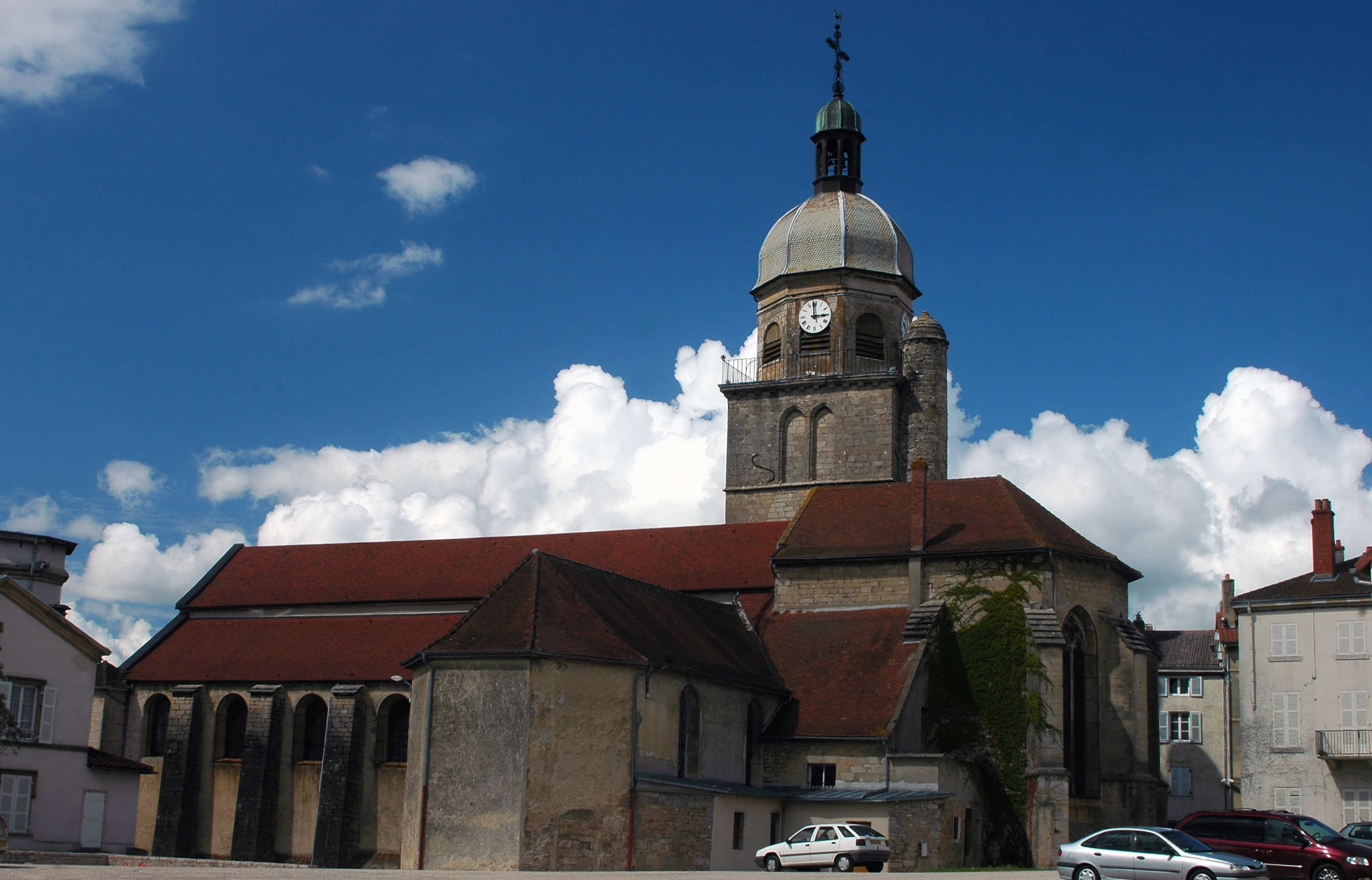
Pfarrkirche Saint-Amateur et Saint-Viateur

- Pfarrkirche Saint-Amateur et Saint-Viateur aus dem 15. und 17. Jahrhundert, klassifiziert als Monument historique[2]
- Saint-Guillaume-Turm (la Tour Saint-Guillaume), benannt nach Wilhelm von Saint-Amour aus dem 13. und 16. Jahrhundert, Monument historique[3]
- Gerichtssäle und Gefängnisse (l’auditoire et prisons de Saint-Amour) aus den 1730er Jahren, Monument historique[4]
- Kirche Saint-Denis im Ortsteil Allonal

## Persönlichkeiten
- Jeanne Hatto (1879–1958), Opernsängerin (Sopran)
- Claude-Marie Meunier (1770–1846), General der Infanterie
- Marcel Moyse (1889–1984), Flötist und Flötenlehrer